# 마리나 페레스
마리나 페레스(Marina Pérez, 1984년 6월 31일 ~ )는 스페인의 모델이다.